# L'amore e la vita - Call the Midwife
L'amore e la vita - Call the Midwife (Call the Midwife) è una serie televisiva britannica ideata da Heidi Thomas, prodotta dalla BBC e trasmessa nel Regno Unito dal 15 gennaio 2012. La serie racconta le vicende di un gruppo di levatrici nel quartiere povero East End di Londra negli anni cinquanta e sessanta. La serie è stata creata da Heidi Thomas e si basa sulle memorie di Jennifer Worth raccontate nel libro Chiamate la levatrice (Call the Midwife: A True Story of the East End in the 1950s), primo volume di una trilogia che comprende anche Shadows of the Workhouse e Farewell to The East End, ma viene spesso integrata con nuove vicende basate su fonti storiche.

## Trama
Segue la neo qualificata levatrice Jennifer "Jenny" Lee, così come il lavoro delle levatrici e delle suore della Nonnatus House, un convento infermieristico facente parte dell'ordine religioso anglicano, affrontare i problemi medici nello svantaggiato Poplar, un quartiere di Londra estremamente povero dell'East End negli anni '50.
Tuttavia, con tra le 80 e le 100 nascite ogni mese solo a Poplar, il lavoro principale è aiutare a portare a termine le gravidanze e i parti delle donne della zona e prendersi cura dei loro innumerevoli neonati.

### Prima stagione
Nell'East End arriva una nuova levatrice, Jenny Lee, piuttosto strana ed introversa. La ragazza si trasferisce nell'East End per una delusione d'amore e decide di lavorare nel convento chiamato Nonnatus House. La ragazza conosce sin da subito le sue colleghe: Trixie, ragazza carina, ma molto svampita e impacciata; Cynthia, ribelle e allo stesso tempo timida e Chummy, anch'essa nuova arrivata nel gruppo. Jenny fa la conoscenza di tutte le suore che si troveranno a collaborare con lei (sorella Julienne, sorella Evangelina, sorella Monica Joan e sorella Bernadette). Jenny è alle prese con il caso di Mary, una giovane prostituta rimasta incinta, adescata in giovane età da un uomo che finse di amarla per poi usarla per i suoi loschi interessi, e con il ritorno di un suo vecchio e caro amico, Jimmy, deciso a conquistarla. Si scopre inoltre che Chummy non è in grado di andare in bicicletta, mezzo fondamentale per muoversi nel quartiere, e mentre impara investe per sbaglio un giovane agente di polizia che si innamora di lei. Sorella Monica Joan, da sempre molto eccentrica, è accusata del furto di alcuni gioielli che Jenny riuscirà a dimostrare essere suoi di diritto: la scelta di diventare suora non fu accolta bene dalla famiglia e per questo venne diseredata, ma la madre per impedire che la futura suor Monica Joan rimanesse senza denaro le intestò alcuni gioielli che lei conservò con cura.

### Seconda stagione
A Jenny viene assegnata una nuova paziente, Molly Brignall, che ha un marito violento, e Jenny deve gestire il caso con molta cura ed attenzione.
Trixie e suor Evangelina sono chiamate su una nave da carico di persone straniere, ormeggiata a Londra, per assistere la figlia del capitano che è in procinto di avere un bambino dopo che suo padre ha permesso a vari membri dell'equipaggio di fare sesso con lei in modo da alleviare le tensioni dei lunghi periodi passati in mare.
Nel frattempo, durante un parto assegnato a Cynthia, un bambino muore e la madre minaccia di fare causa alla Nonnatus House, coinvolgendo così la polizia, mentre le altre donne in gravidanza rifiutano l'assistenza di Cynthia, portando la giovane sull'orlo di una crisi. Suor Bernadette è ricoverata in un sanatorio e sta vivendo un periodo di grande conflitto: è infatti innamorata del dottor Turner, ma non sa rinunciare all'abito. Dopo una vita passata ad onorare ed essere fedele alla religione, decide che la strada che Dio ha in serbo per lei è quella di amare e contraccambiare l'amore di un uomo, quale il Dott. Turner.
Nel convento arriva la Vespa, di cui Fred si assicura di insegnarne la guida a tutte le levatrici.
Nel finale, tornano Chummy e Peter dall'Africa con un bagaglio extra: anche lei è in dolce attesa di un bimbo che la farà patire non poco.
L'eterna gioia alla Nonnatus House fortifica e protegge tutti coloro che vi abitano, distruggendo qualsiasi pensiero negativo o futuro avverso, ma il convento rischia di essere demolito.

### Terza stagione
Suor Bernardette (Shelagh) decide di abbandonare il velo e di sposarsi con il dott. Turner, ma il matrimonio viene rimandato in quanto il figlio del dottore contrae la polio. Una bomba inesplosa della seconda guerra mondiale viene fatta brillare, ma ciò mette a dura prova le fondamenta della Nonnatus House, che viene demolita.
È il 1959, e le suore e le ostetriche si trasferiscono in una nuova casa di Nonnatus, a cui giunge un nuovo arrivo: suor Winifred, mentre Chummy lotta per adattarsi alla vita di casalinga. Anche le visite settimanali cambiano sede, e all'inaugurazione partecipa la principessa Margaret. Dopo aver fatto nascere un bambino in un'emergenza, a Chummy viene chiesto di tornare alla Nonnatus House come ostetrica a tempo parziale.
Jenny è promossa a responsabile delle levatrici e ciò porta un po' di dissapore con Trixie.
Quando il fidanzato di Jenny, Alec, la invita a trascorrere il fine settimana con lui a Brighton, è sospettosa delle sue intenzioni. Poco dopo, è coinvolto in un incidente sul lavoro e, anche se inizialmente sembra che si stia riprendendo, muore, lasciando Jenny devastata che decide di andare per un breve periodo alla Casa Madre.
Con Jenny e suor Julienne ammalate, Shelagh subentra nell'amministrazione di Nonnatus House e assume una nuova ostetrica: Patsy Mount.
Trixie inizia ad uscire con il curato Tom Hereward, Shelagh e il dottor Turner decidono di adottare un bambino.
La madre di Chummy muore a causa di un cancro terminale, Jenny decide di abbandonare la Nonnatus House e il mestiere di levatrice per andare in un ospedale per malati terminali.

### Quarta stagione
Una casa per madri incinte non sposate è in situazioni critiche così Chummy e Patsy devono subentrare nella gestione. Cynthia lotta con una chiamata per diventare suora, ma un incontro con un ex detenuto in un ospedale psichiatrico la aiuta a prendere una decisione e lasciare alle spalle l'ostetricia per diventare postulante.
Nel 1960, la nuova infermiera Barbara Gilbert arriva alla Nonnatus House, ma fatica a fare una buona prima impressione. Chummy lascia il lavoro per prendersi cura della casa della madre e di suo figlio.
Trixie riceve una proposta di matrimonio da Tom Hereward e inizia ad organizzare una fastosa festa di fidanzamento.
Phyllis Crane si unisce al personale della Nonnatus House e i suoi modi autoritari portano un po' di scontento.
Dopo aver appreso che Tom sarà assegnato a una parrocchia di livello inferiore, molto lontano a Newcastle, Trixie interrompe il suo fidanzamento con lui, e sviene dopo aver consumato una grande quantità di liquore.
Cynthia, ora sorella Mary Cynthia, torna a Nonnatus House. Patsy deve nascondere la sua relazione con l'infermiera Delia. Chummy ritorna a Nonnatus House. Trixie ammette di essere affetta da alcolismo e si unisce a un gruppo di Alcolisti Anonimi con l'aiuto di sorella Mary.

## Episodi
| Stagione                 | Episodi   | Prima TV Regno Unito | Prima TV Italia |
| ------------------------ | --------- | -------------------- | --------------- |
| Prima stagione           | 6         | 2012                 | 2014            |
| Seconda stagione         | Speciale8 | 2012-2013            | 2014            |
| Terza stagione           | Speciale8 | 2013-2014            | 2016            |
| Quarta stagione          | Speciale8 | 2014-2015            | 2016            |
| Quinta stagione          | Speciale8 | 2015-2016            | 2016            |
| Sesta stagione           | Speciale8 | 2016-2017            | 2023            |
| Settima stagione         | Speciale8 | 2017-2018            | 2023            |
| Ottava stagione          | Speciale8 | 2018-2019            | 2023            |
| Nona stagione            | Speciale8 | 2019-2020            | 2024            |
| Decima stagione          | Speciale7 | 2020-2021            | 2024            |
| Undicesima stagione      | Speciale8 | 2021-2022            | 2024            |
| Dodicesima stagione      | Speciale8 | 2022-2023            | inedita         |
| Tredicesima stagione     | Speciale8 | 2023-2024            | inedita         |
| Quattordicesima stagione | Speciale8 | 2024-2025            | inedita         |

## Personaggi e interpreti

### Personaggi principali
- Jennifer "Jenny" Lee (stagioni 1-3)[2], interpretata da Jessica Raine, doppiata da Francesca Manicone.
Arriva alla Nonnatus House nel 1957, completamente ignara del mondo in cui stava per entrare. Credendo di aver accettato un lavoro in un piccolo ospedale privato, è piuttosto sorpresa nello scoprire di essersi trasferita in un convento. Dopo aver incontrato Phillip Worth, il cugino di una madre in dolce attesa di cui si è presa cura, inizia una relazione con lui. Alla fine decide di perseguire un cambio di carriera per prendersi cura dei pazienti con malattie terminali e lascia la Nonnatus per lavorare all'ospedale Marie Curie di Hampstead.
- Camilla "Chummy" Noakes, nata Fortescue-Cholomondely-Browne (stagioni 1-3, ricorrente stagione 4), interpretata da Miranda Hart, doppiata da Tiziana Avarista.
Infermiera alla Nonnatus che sposa l'agente Peter Noakes. Dopo sei mesi trascorsi in Sierra Leone come missionaria ritorna a Londra per lavorare come direttrice temporanea all'Aston Lodge.
- Sorella Julienne (stagione 1-in corso), interpretata da Jenny Agutter, doppiata da Barbara Castracane.
Responsabile della Nonnatus House. La sua guida ferma e compassionevole la rende un'ancora per le sue colleghe e il centro dell'organizzazione, offrendo conforto e aiuto alle giovani levatrici.
- Sorella Monica Joan (stagione 1-in corso), interpretata da Judy Parfitt, doppiata da Melina Martello.
Una delle prime infermiere professioniste del Regno Unito e l'ultima fondatrice ancora in vita della Nonnatus House. Si è ritirata dalla pratica prima degli eventi della serie e inizia a manifestare i primi sintomi della demenza.
- Sorella Evangelina (stagioni 1-4, ricorrente stagione 5), interpretata da Pam Ferris, doppiata da Anna Rita Pasanisi.
È l'unica delle suore che proviene dallo stesso ambiente duro e rigido della comunità in cui servono. Fisicamente vigorosa, ha un forte senso dell'umorismo.
- Cynthia Miller, poi Sorella Mary Cynthia (stagioni 1-5, ricorrente stagione 6), interpretata da Bryony Hannah, doppiata da Gaia Bolognesi (stagioni 1-5) e da Benedetta Ponticelli (stagione 6).
Specializzanda alla Nonnatus, è la più sensibile tra le levatrici. In seguito decide di diventare una postulante e lascia la Nonnatus per sei mesi di formazione, promettendo che ritornerà.
- Beatrix "Trixie" Aylward, nata Franklin (stagione 1-in corso), interpretata da Helen George, doppiata da Sara Ferranti.
Estroversa infermiera alla Nonnatus che diventa subito amica di Jenny. Allegra e spensierata, dopo aver lottato con l'alcolismo, grazie all'aiuto di Cynthia, si unisce a un gruppo di supporto.
- Sorella Bernadette, poi Shelagh Turner, nata Mannion (stagione 1-in corso), interpretata da Laura Main, doppiata da Rossella Acerbo.
È la più istruita delle suore e segue le infermiere mentre assiste sorella Julienne come sua vice. Dopo essersi ristabilita da un attacco di tubercolosi, lascia il convento e sposa Patrick.
- Dott. Patrick Turner (stagione 2-in corso, ricorrente stagione 1), interpretato da Stephen McGann, doppiato da Sandro Acerbo.
Medico locale di Poplar nonché medico di base e responsabile della casa della maternità.
- Frederick "Fred" Buckle (stagione 1-in corso), interpretato da Cliff Parisi, doppiato da Roberto Stocchi.
Tuttofare alla Nonnatus. Dopo venti anni di vedovanza, sposa Violet.
- Peter Noakes (stagione 1-4, ricorrente stagioni 5-6), interpretato da Ben Caplan, doppiato da Massimo De Ambrosis (stagioni 3-6).
Agente di polizia a Poplar che viene investito da Chummy in bicicletta e se ne innamora.
- Patience "Patsy" Mount (stagioni 3-6, guest stagione 2), interpretata da Emerald Fennell, doppiata da Laura Lenghi.
Infermiera nel reparto di chirurgia maschile del London Hospital, successivamente diventa una nuova levatrice alla Nonnatus House. Alta ed elegante è la prima levatrice a indossare i pantaloni. La sesta stagione la vede lasciare temporaneamente Nonnatus dopo aver appreso che suo padre sta morendo a Hong Kong. Ritorna brevemente a Londra per dichiarare il suo amore a Delia e in seguito si trasferiscono insieme in Scozia.
- Sorella Winifred (stagioni 3-7, guest stagione 8), interpretata da Victoria Yeates, doppiata da Eleonora De Angelis.
Giovane suora che arriva alla Nonnatus trovando l'ostetricia complessa.
- Tom Hereward (stagioni 4-6, ricorrente stagioni 3, 7), interpretato da Jack Ashton, doppiato da Lorenzo De Angelis.
Nuovo curato di Poplar. Inizialmente intrattiene una relazione con Trixie, che ha conosciuto mentre lavoravano nello stesso turno in un carcere femminile.
- Barbara Hereward, nata Gilbert (stagioni 4-6, ricorrente stagione 7), interpretata da Charlotte Ritchie, doppiata da Joy Saltarelli.
Originaria di Liverpool e figlia di un canonico, arriva alla Nonnatus dove aver lavorato come assistente infermiera distrettuale. Successivamente intraprende una relazione romantica con Tom Hereward.
- Phyllis Crane (stagione 4-in corso), interpretata da Linda Bassett, doppiata da Aurora Cancian.
Infermiera esperta che arriva alla Nonnatus nel 1960. Acuta e schietta, è inizialmente vista come snob dalle altre infermiere, anche per via della sua dieta vegetariana.
- Violet Buckle, nata Gee (stagione 7-in corso, ricorrente stagioni 4-6), interpretata da Annabelle Apsion, doppiata da Alessandra Grado.
Proprietaria di una merceria. In seguito sposa Fred, diventando la sua seconda moglie.
- Delia Busby (stagioni 5-6, ricorrente stagione 4), interpretata da Kate Lamb, doppiata da Gemma Donati.
Originaria del Galles, lavora insieme a Patsy al London Hospital nel reparto di chirurgia maschile. In seguito accetta l'invito di sorella Julienne di unirsi alla Nonnatus e intraprende una relazione romantica con Patsy.
- Valerie Dyer (stagioni 6-9), interpretata da Jennifer Kirby, doppiata da Martina Felli.
Originaria di Poplar, ex infermiera nell'esercito, successivamente è una nuova levatrice alla Nonnatus House.
- Dott. Christopher Dockerill (stagioni 6-7), interpretato da Jack Hawkins, doppiato da Manuel Meli.
Dentista divorziato che esce brevemente con Trixie.
- Lucille Robinson, nata Anderson (stagioni 7-12), interpretata da Leonie Elliott, doppiata da Chiara Oliviero.
Originaria della Giamaica, ha studiato ostetricia per quattro anni in Inghilterra prima di unirsi alla Nonnatus.
- Sorella Frances (stagioni 8-11, guest stagione 12), interpretata da Ella Bruccoleri, doppiata da Benedetta Ponticelli.
Giovane novizia appena qualificata come levatrice. Prima di unirsi alla Nonnatus House, lavorava all'orfanotrofio della casa madre.
- Sorella Hilda (stagioni 8-11), interpretata da Fenella Woolgar, doppiata da Tatiana Dessi.
Levatrice esperta, ha frequentato il collegio cattolico femminile e ha lavorato e vissuto nell'East End durante i bombardamenti come ausiliaria nella Royal Air Force, ma non torna da vent'anni ed è stupita dai cambiamenti geografici e multiculturali avvenuti nella zona.
- Millicent Higgins (stagione 10-in corso, ricorrente stagioni 8-9), interpretata da Georgie Glen, doppiata da Paola Giannetti.
Segretaria del dottor Turner.
- Cyril Robinson (stagione 10-in corso, ricorrente stagioni 8-9), interpretato da Zephryn Taitte, doppiato da Paolo Vivio.
Originario della Guyana britannica, meccanico e studente di ingegneria civile.
- Matthew Aylward (stagione 10-in corso), interpretato da Olly Rix, doppiato da Daniele Giuliani.
Facoltoso imprenditore nel campo immobiliare, avvocato e vedovo di Fiona. Dona un'ingente somma per aiutare finanziariamente la Nonnatus House e assicurarsi il suo futuro.
- Anne "Nancy" Corrigan (stagione 10-in corso), interpretata da Megan Cusack, doppiata da Margherita De Risi.
Nuova allieva levatrice originaria di Cork, ha vissuto nella casa filiale di Ealing dove ha effettuato il tirocinio da infermiera e il primo livello di ostetricia. Ha svelato di essere soprannominata "Nancy" per Nancy Sinatra, per il fatto di indossare diversi stivali.
- Sorella Veronica (stagione 12-in corso), interpretata da Rebecca Gethings.
- Joyce Highland (stagione 13-in corso), interpretata da Renee Bailey.
- Rosalind Clifford (stagione 13-in corso), interpretata da Natalie Quarry.

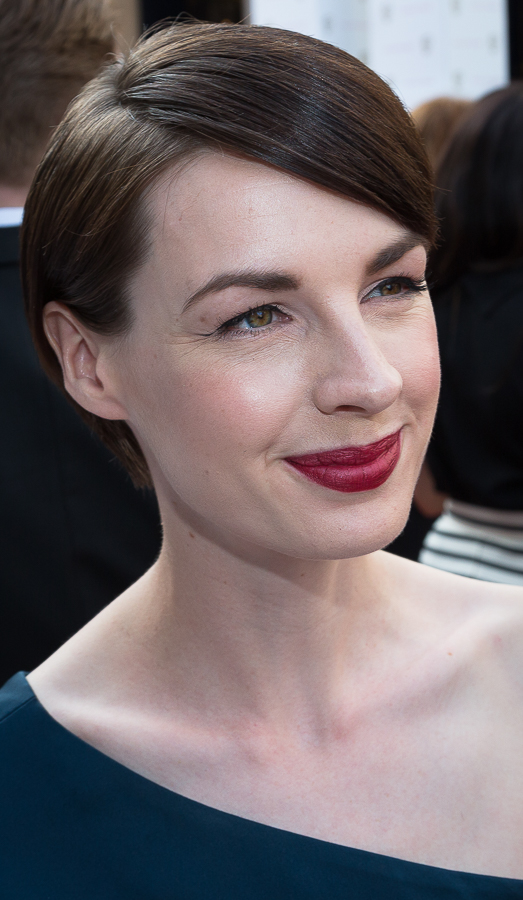
Jessica Raine
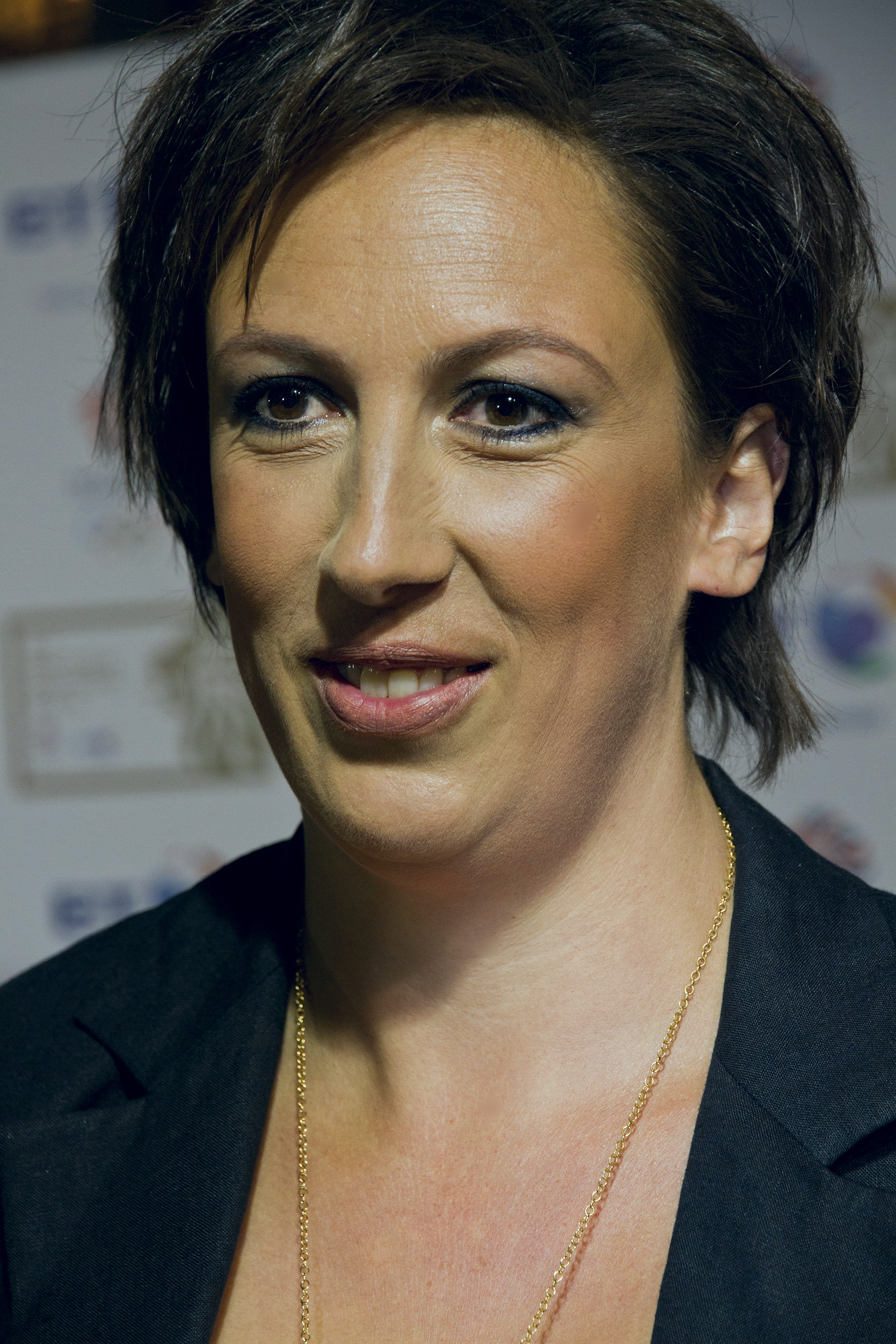
Miranda Hart
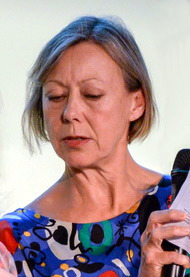
Jenny Agutter
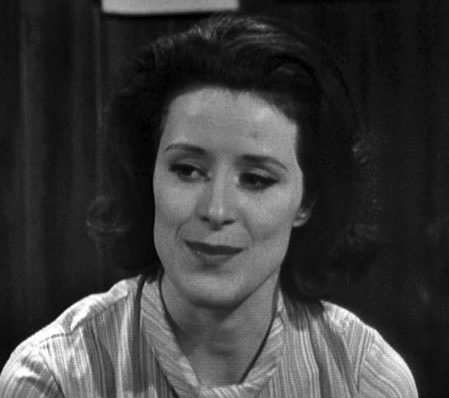
Judy Parfitt
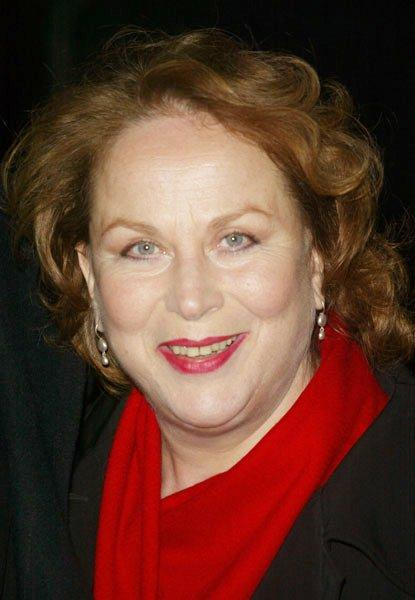
Pam Ferris
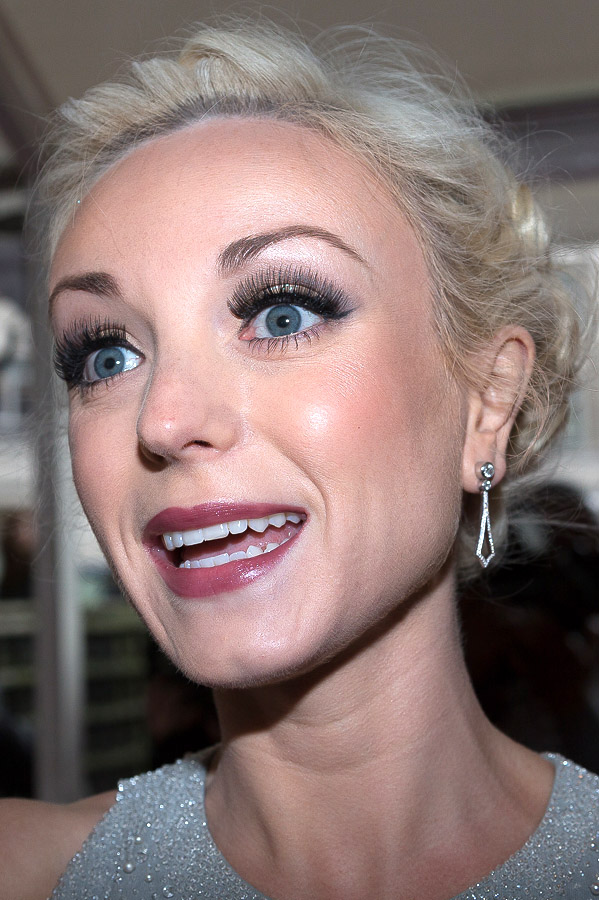
Helen George
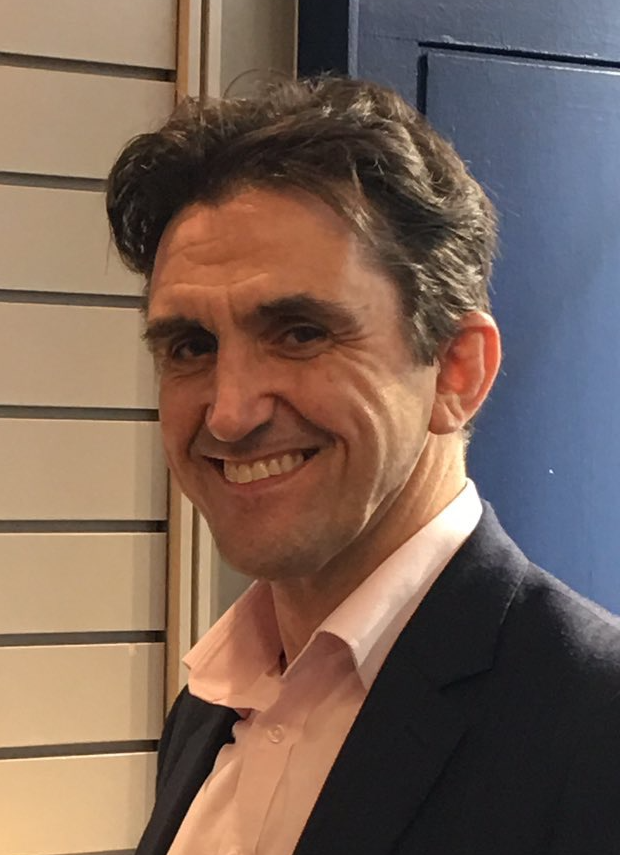
Stephen McGann
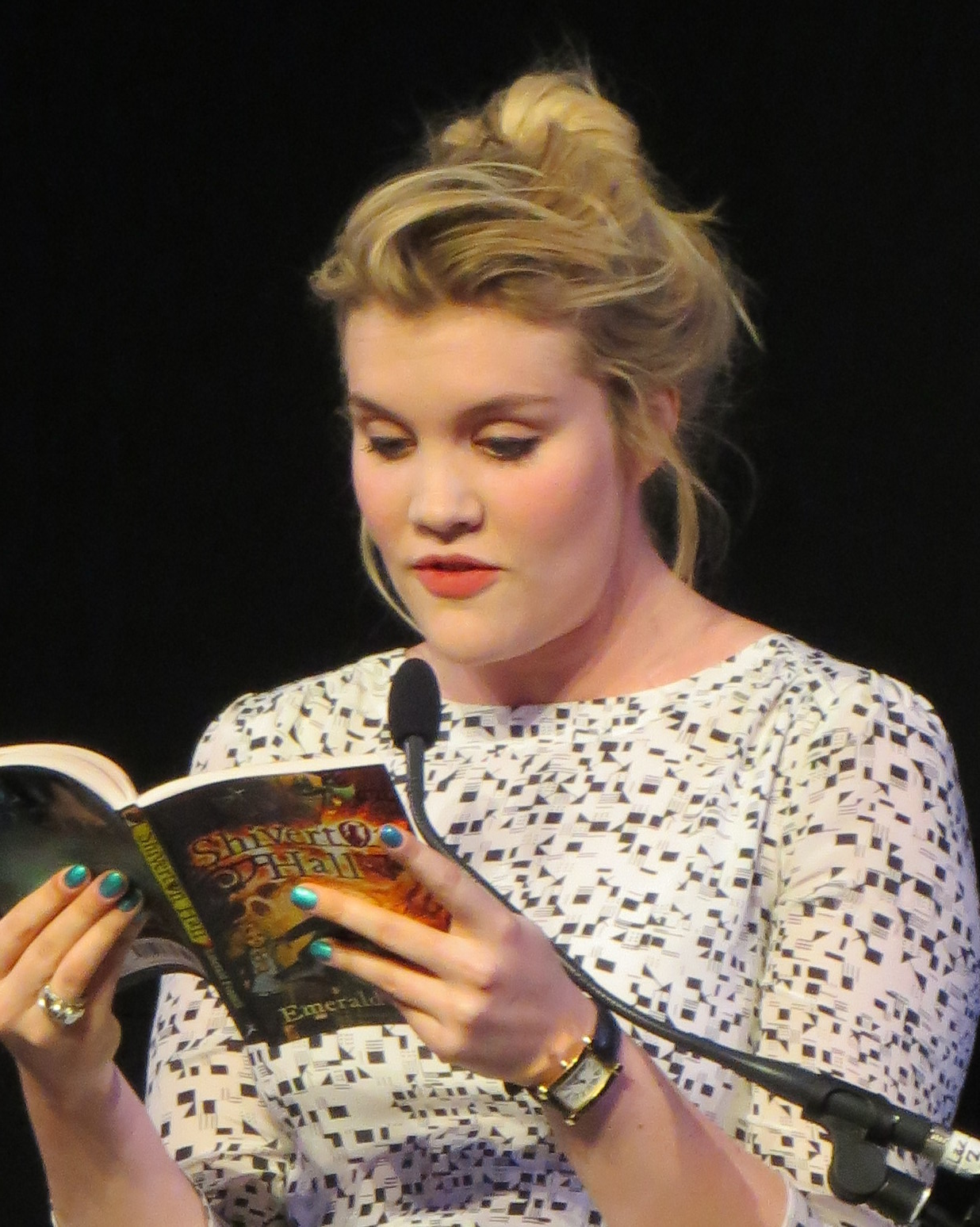
Emerald Fennell

### Personaggi ricorrenti
- James "Jimmy" Wilson (stagioni 1-2), interpretato da George Rainsford, doppiato da Stefano Crescentini.
Amico di lunga data di Jenny innamorato follemente di lei.
- Lady Browne (stagioni 1, 3), interpretata da Cheryl Campbell, doppiata da Vittoria Febbi.
Madre di Chummy.
- Timothy "Tim" Turner (stagione 2-in corso), interpretato da Max Macmillan.
Figlio di Patrick. Da giovane ha sofferto di poliomielite che ha colpito i suoi arti inferiori. Dopo una lenta ripresa, si interessa alla medicina. Dopo il liceo, lascia Poplar per studiare all'Università di Edimburgo nella facoltà di medicina.
- Jane Sutton (stagione 2), interpretata da Dorothy Atkinson.
Infermiera che arriva alla Nonnatus per sostituire Chummy mentre si trova in Africa.
- Alec Jesmond (stagione 3, guest stagione 2), interpretato da Leo Staar.
Amico di Jimmy che sviluppa sentimenti romantici per Jenny.
- Angela Turner (stagione 4-in corso), interpretata da Alice Brown.
Figlia adottata da Shelagh e Patrick.
- Rhoda Mullucks (stagioni 5-6, 12), interpretata da Liz White, doppiata da Ilaria Latini.
Madre di una bambina affetta da focomelia.
- Sorella Ursula (stagione 6), interpretata da Harriet Walter, doppiata da Fabrizia Castagnoli.
Rigida e severa, arriva alla Nonnatus per sostituire sorella Julienne come nuova responsabile. Si scontra con Shelagh sul modo in cui viene gestita la clinica e sul comportamento di sorella Monica Joan. In seguito, ritorna alla casa madre dopo essere stata ritenuta inadeguata a gestire la Nonnatus House.
- Reginald "Reggie" Jackson (stagione 6-in corso), interpretato da Daniel Laurie.
Giovane affetto dalla sindrome di Down che viveva con sua madre Ivy. Dopo la morte di quest'ultima, Reggie va a vivere con suo cugino Fred Buckle e Violet. Tuttavia, si rendono conto che ospitarlo in casa sarebbe impraticabile a lungo andare, così decidono che la scelta migliore è di collocarlo in una struttura residenziale, la Glasshouse Trust, una comunità in campagna per giovani adulti con disabilità che vivono e lavorano insieme.
- Aubrey Woolf (stagioni 7-9), interpretato da Trevor Cooper, doppiato da Bruno Alessandro.
Sergente di polizia che inizia una breve storia con la signorina Higgins. Lascia Poplar e il suo mestiere dopo essere stato colpito da un infarto.
- Elsie Dyer (stagioni 8-9), interpretata da Ann Mitchell, doppiata da Lorenza Biella.
Nonna di Valerie.
- Madre Mildred (stagioni 8-11), interpretata da Miriam Margolyes, doppiata da Cinzia De Carolis.
Nuova madre superiora alla casa madre.
- May Tang (stagione 8-in corso), interpretata da April Rae Hoang.
Giovane orfana cinese adottata da Shelagh e Patrick.
- Dott. Kevin McNulty (stagione 9), interpretato da Lee Armstrong, doppiato da Alessio Puccio.
Medico specializzando e assistente del dott. Turner.
- Teddy Turner (stagione 10-in corso), interpretato da Edward Shaw.
Figlio di Shelagh e Patrick Turner.
- Gertrude Wallace (stagione 10-in corso), interpretata da Linda Hargreaves, doppiata da Beatrice Caggiula.
Donna della chiesa che collabora con Cyril e lavora come addetta alle pulizie al St. Cuthbert.
- Colette Corrigan (stagione 11-in corso, guest stagione 10), interpretata da Francesca Fullilove.
Giovane figlia di Nancy Corrigan.
- Jonathan "Jonty" Aylward (stagione 12-in corso, guest stagione 11), interpretato da Archie O'Callaghan.
Figlio di Matthew e Fiona Aylward.

## Colonna sonora
La colonna sonora è composta dal compositore italiano Maurizio Malagnini e gli è valsa il premio ASCAP come compositore dell'anno 2021.

## Produzione
La serie è prodotta dalla Neal Street Production e ha raggiunto sin dalla prima stagione ascolti altissimi rendendola la serie tv drammatica della BBC con maggior successo dal 2001. Seguono altre due stagioni nel 2013 e nel 2014 che consacrano il successo della serie raggiungendo oltre 10 milioni di spettatori.

### Riprese
La nave nei titoli di test è la Dominion Monarch nel molo King George V, mentre la strada è Saville Road, Silverton, East London.
Molte delle scene esterne sono state girate al Chatham Historic Dockyard.

### Rinnovi
L'11 febbraio 2013 è stata annunciata la commissione di uno speciale natalizio per il Natale dello stesso anno e di 8 episodi da mandare in onda nel 2014.
La quarta stagione è andata in onda nel 2015, sempre con uno speciale natalizio.
Una quinta stagione è stata commissionata per il 2016, poco dopo la fine delle riprese della quarta stagione.
Nel novembre 2016 la BBC ha ufficializzato l'ordine di ulteriori tre stagioni, portando così a nove il numero totale di stagioni previste.
Il 4 marzo 2019 BBC ha comunicato di aver rinnovato la serie per due stagioni, portandola all'undicesima stagione, e spostando la trama alla fine degli anni '60.
Il 13 aprile 2021, cinque giorni prima dell'inizio della decima stagione su BBC One, la BBC ha annunciato due ulteriori stagioni. Le stagioni dodici e tredici comprendono otto episodi e uno speciale natalizio. Nel febbraio 2023 BBC ha commissionato altre due stagioni da nove episodi (speciali di Natale inclusi) ambientando la storia nel 1971. Nel maggio 2025 BBC e Neal Street hanno annunciato l'inizio della produzione della quindicesima stagione, con lo speciale di Natale ambientato ad Hong Kong e Poplar.

## Distribuzione
Nel maggio 2012 BBC Worldwide e PBS hanno annunciato che la serie avrebbe debuttato negli Stati Uniti il 30 settembre 2012. BBC Worldwide ha venduto i diritti della serie a: SVT (Svezia), NRK (Norvegia), RÚV (Islanda), Yle (Finlandia), AXN White (Spagna e Portogallo), BBC Drama (Spagna), ERT (Grecia).
In Italia, le prime due stagioni sono state trasmesse dal 6 luglio al 17 agosto 2014 su Rete 4. Il servizio di streaming Netflix ha pubblicato dalla terza alla quinta stagione dal 1º marzo al 1º ottobre 2016. Dalla sesta stagione va in onda su Sky Serie dal 22 luglio 2023.

### Edizione italiana
La direzione del doppiaggio è a cura di Massimo De Ambrosis nelle prime cinque stagioni e di Sandro Acerbo dalla sesta stagione, su dialoghi di Daniela Altomonte, Alessandro Spadorcia, Nadia Capponi, Massimo Locchi, Susanna Piferi per conto di CDC Sefit Group.
Tutti gli episodi dell'edizione italiana sono doppiaggi della versione diffusa dall'ente televisivo PBS. Quest'ultima presenta notevoli tagli agli episodi, dovuti alla necessità del network americano di facilitarne l'inserimento nei palinsesti televisivi statunitensi. Nella versione originale britannica, trasmessa dalla BBC, ogni episodio varia dai 58 ai 60 minuti con gli speciali natalizi trasmessi come un episodio di 90 minuti. La versione PBS, trasmessa anche in Italia, ha invece la durata media di 52 minuti con l'annuale episodio speciale diviso in due parti da 42 minuti ciascuno.

## Riconoscimenti
- 2012 – British Academy Television Craft Awards[24]
  - Candidatura ai migliori costumi a Amy Roberts
- 2012 – British Academy Television Awards[25]
  - Candidatura alla miglior attrice non protagonista a Miranda Hart
- 2012 – Prix Europa
  - Candidatura al miglior episodio di una serie televisiva o serial TV
  - Candidatura alla miglior serie televisiva
- 2012 – Royal Television Society Craft & Design Awards[26]
  - Candidatura ai migliori costumi in una serie drammatica a Amy Roberts
- 2012 – TV Choice Awards
  - Miglior attrice a Miranda Hart
  - Miglior nuova serie drammatica
- 2013 – British Academy Television Craft Awards[27]
  - Miglior regista in una serie televisiva a Philippa Lowthorpe
  - Miglior trucco e acconciature a Christine Walmesley-Cotham
- 2013 – British Academy Television Awards
  - Candidatura al premio del pubblico
- 2013 – Christopher Award
  - Premio TV and Cable
- 2013 – National Television Awards
  - Miglior interpretazione femminile in una serie drammatica a Miranda Hart
- 2013 – Royal Television Society Programme Awards[28]
  - Candidatura alla miglior serie televisiva drammatica
- 2013 – Royal Television Society Craft & Design Awards[29]
  - Candidatura al miglior trucco in una serie drammatica a Christine Walmesley-Cotham
- 2013 – TV and Radio Industries Club Award
  - Miglior serie drammatica dell'anno
- 2013 – TV Choice Awards
  - Miglior attrice a Miranda Hart
  - Candidatura alla miglior serie televisiva drammatica
- 2014 – National Television Awards[30]
  - Candidatura alla miglior interpretazione femminile in una serie drammatica a Miranda Hart
  - Candidatura alla miglior serie televisiva drammatica
- 2014 – Satellite Award[31]
  - Candidatura alla miglior attrice non protagonista in una serie, miniserie o film per la televisione a Judy Parfitt
- 2014 – TV and Radio Industries Club Award
  - Candidatura alla miglior serie drammatica dell'anno
- 2015 – TV Choice Awards
  - Miglior serie drammatica familiare
- 2016 – Sandford St Martin Trust Awards
  - Premio Radio Times Faith
- 2016 – TV Choice Awards
  - Miglior serie drammatica familiare
- 2017 – BFI & Radio Times TV Festival
  - Miglior serie drammatica del XXI secolo
- 2017 – Gracie Awards
  - Miglior cast in una serie televisiva
- 2017 – National Television Awards[32]
  - Miglior serie in costume
- 2017 – TV Choice Awards
  - Miglior serie drammatica familiare
- 2018 – National Television Awards[33]
  - Candidatura alla miglior serie drammatica
- 2018 – TV and Radio Industries Club Award
  - Candidatura alla miglior serie drammatica dell'anno
- 2018 – TV Choice Awards
  - Miglior serie drammatica familiare
  - Candidatura alla miglior attrice a Linda Bassett
- 2019 – National Television Awards[34]
  - Candidatura alla miglior serie drammatica
- 2019 – TV and Radio Industries Club Award
  - Candidatura alla miglior serie drammatica dell'anno
- 2019 – American Society of Composers, Authors and Publishers Screen Music Awards
  - Miglior colonna sonora per serie via cavo a Maurizio Malagnini
- 2019 – TV Choice Awards
  - Miglior serie drammatica familiare
- 2020 – National Television Awards[35]
  - Candidatura alla miglior serie drammatica
- 2020 – TV Choice Awards
  - Miglior serie drammatica familiare
  - Candidatura al miglior attore a Stephen McGann
- 2021 – American Society of Composers, Authors and Publishers Screen Music Awards
  - Colonna sonora di una serie televisiva più votata a Maurizio Malagnini
- 2021 – National Television Awards[36]
  - Candidatura alla miglior serie drammatica di ritorno
- 2021 – TV and Radio Industries Club Award
  - Candidatura alla miglior serie drammatica
- 2021 – TV Choice Awards
  - Miglior serie drammatica familiare
- 2022 – radiotimes.com
  - Miglior serie televisiva degli ultimi venticinque anni
- 2022 – National Television Awards[37]
  - Candidatura alla miglior serie drammatica di ritorno
- 2022 – TV Choice Awards
  - Miglior serie drammatica familiare
  - Miglior attrice a Jenny Agutter
- 2023 – National Television Awards[38]
  - Candidatura alla miglior serie drammatica di ritorno
  - Candidatura alla miglior interpretazione in una serie drammatica a Judy Parfitt
- 2023 – TV Choice Awards
  - Miglior serie drammatica familiare
  - Candidatura alla miglior attrice a Jenny Agutter

## Prequel e film
Nel maggio 2025 BBC ha annunciato una serie prequel ambientata a Poplar durante la seconda guerra mondiale. Inoltre Neal Street e BBC Film hanno un commissionato un film ambientato all'estero nel 1972, con protagonisti i personaggi delle stagioni precedenti.